# Babs Olusanmokun
Babs Olusanmokun (Lagos, 18 de setembro de 1984) é um ator nigeriano-estadunidense, que nasceu em Lagos mas atualmente vive em Nova Iorque. Fez participações nas séries Veronica Mars, Blue Bloods e Law & Order: Criminal Intent, estrelando desde 2022 a série Star Trek: Strange New Worlds como o doutor Joseph M'Benga. No cinema, apareceu em Dune e Dune: Part Two como Jamis. Olusanmokun também teve papéis nos jogos eletrônicos Max Payne 3 e Red Dead Redemption 2.